# Fulmar argenté
Fulmarus glacialoides
Espèce
Statut de conservation UICN

 LC  : Préoccupation mineure

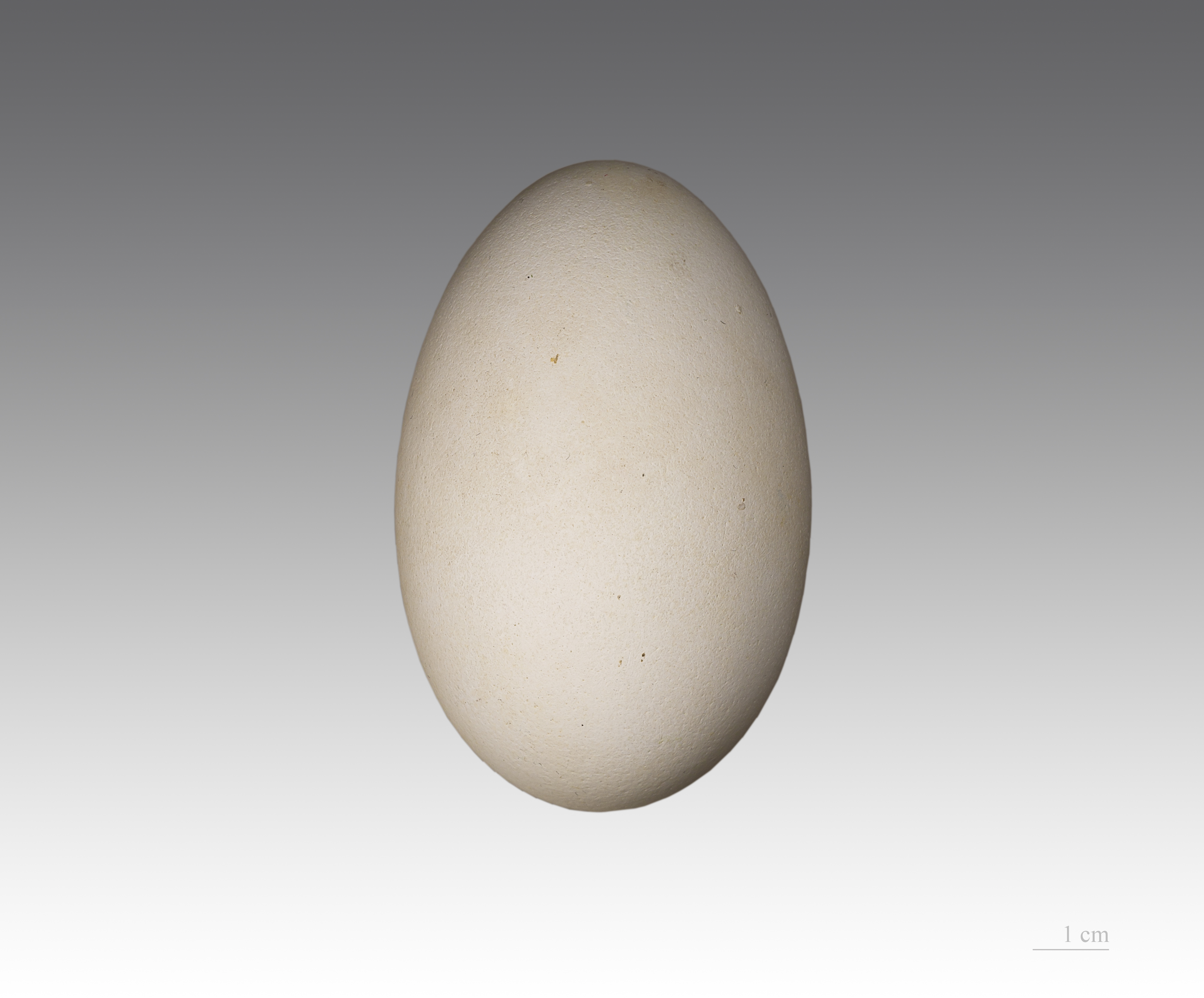
Fulmarus glacialoides - Muséum de Toulouse

Le Fulmar argenté (Fulmarus glacialoides), aussi appelé Fulmar antarctique ou Fulmar austral, est une espèce d'oiseau marin appartenant à la famille des Procellariidae.

## Répartition
Il est caractéristique des eaux froides de l'hémisphère sud. Quelque 100.000 d'entre eux nichent sur l'île Bouvet